# Disturbo narcisistico di personalità
Il disturbo narcisistico di personalità è un disturbo della personalità i cui sintomi principali sono egocentrismo patologico, deficit nella capacità di provare empatia verso altri individui ed eccessivo bisogno di percepire ammirazione o validazione, che iniziano entro la prima età adulta e sono presenti in svariati contesti.
Questa patologia è caratterizzata da una particolare percezione di sé del soggetto definita Sé grandioso. Comporta un sentimento esagerato della propria importanza e idealizzazione del proprio sé, combinata a una difficoltà di coinvolgimento affettivo. La persona manifesta una forma di egoismo profondo di cui non è di solito consapevole e le cui conseguenze sono tali da produrre nel soggetto sofferenza, disagio sociale o significative difficoltà relazionali e affettive. Il soggetto con disturbo narcisistico di personalità, mediante il suo comportamento e modalità interpersonali, può causare significative sofferenze ad altri individui che con questo entrano in relazione.
Il soggetto può manifestare bisogni relazionali anomali, quali il creare forme di interazione che gli permettono di specchiare in maniera grandiosa il proprio sé, cercare continue conferme del proprio valore, instaurare relazioni improntate a manipolazione affettiva, sostituire gli oggetti di relazione; come pure, può manifestare vulnerabilità e risentimento o incapacità di accettare critiche, o manifestare aspettative irrealistiche o inappropriate riguardo alla propria importanza. I tratti e le manifestazioni che descrivono questo disturbo sono molteplici e danno luogo a una casistica complessa di personalità, con caratteristiche variabili, collocate in uno spettro molto ampio per tipo e gravità.

## Descrizione
La nozione di disturbo narcisistico di personalità è stata formulata dallo psicoanalista austriaco Heinz Kohut nel 1971 e introdotta dietro sua proposta nel manuale Diagnostic and Statistical Manual of Mental Disorders (DSM). Il quadro clinico che descrive è una particolare forma di disturbo del narcisismo. Ciò che distingue questi pazienti, ovvero la struttura psicologica ipotizzata da Kohut, per la quale coniò il termine “Sé grandioso”, è una sorta di cosiddetto “falso Io” o “falso Sé”, che conserva alcune delle caratteristiche primitive dell'Io infantile, un'immagine interiore eccessivamente idealizzata e "onnipotente" che l'individuo percepisce come il vero “Io”. I soggetti affetti sono spesso caratterizzati da un bisogno affettivo specifico, quello di essere ammirati, in misura superiore al normale o che appare inappropriato ai contesti. Tuttavia non è un sintomo che compare necessariamente. Alcune persone possono ritenere in qualche modo di essere "speciali" o superiori, esprimere in modi diversi aspettative di soddisfacimento di un'idea di sé irrealistica e tendenzialmente onnipotente.
In ambito teorico, le diverse scuole di psicologia hanno dato interpretazioni e spiegazioni diverse di questa famiglia di disturbi. Il concetto di narcisismo è un termine teorico che nella psicoanalisi indica un meccanismo o funzione primitiva del Sé; precisamente è la funzione che distingue il "Sé" dalla realtà esterna nelle prime fasi del suo sviluppo. Si ritiene generalmente che il narcisismo, cioè il suo malfunzionamento, abbia un ruolo centrale nell'origine di molte patologie psichiatriche. Il disturbo narcisistico di personalità è una manifestazione di narcisismo patologico particolare, oggi generalmente considerata come un quadro riconoscibile a sé stante, e codificata dall'esame oggettivo dei sintomi.
Il medico statunitense Alexander Lowen, fondatore della scuola nota come bioenergetica, è il più noto fra i primi autori a dedicare studi monografici al narcisismo patologico. Propose una tipizzazione del disturbo narcisistico di personalità secondo una scala, identificando alcuni gradi, considerati come aventi gravità crescente: il carattere fallico-narcisistico, definito da Lowen il grado meno grave, seguito dal carattere narcisistico, quindi da quelle che Lowen chiama la personalità borderline, la personalità psicopatica e infine la personalità paranoide. Questa scala corrisponderebbe a un aumento degli ambiti in cui la personalità è disfunzionale, a una progressiva perdita di realismo e a forme crescenti di grandiosità, a un progressivo deficit della capacità di provare empatia per gli altri così come pure di percepire l'autenticità dei propri sentimenti.
Autori successivi hanno proposto ulteriori schematizzazioni diagnostiche e differenziazioni fra varie personalità affette dal disturbo, introducendo criteri e tipologie nuove, secondo linee via via più elaborate.

### Origine del nome

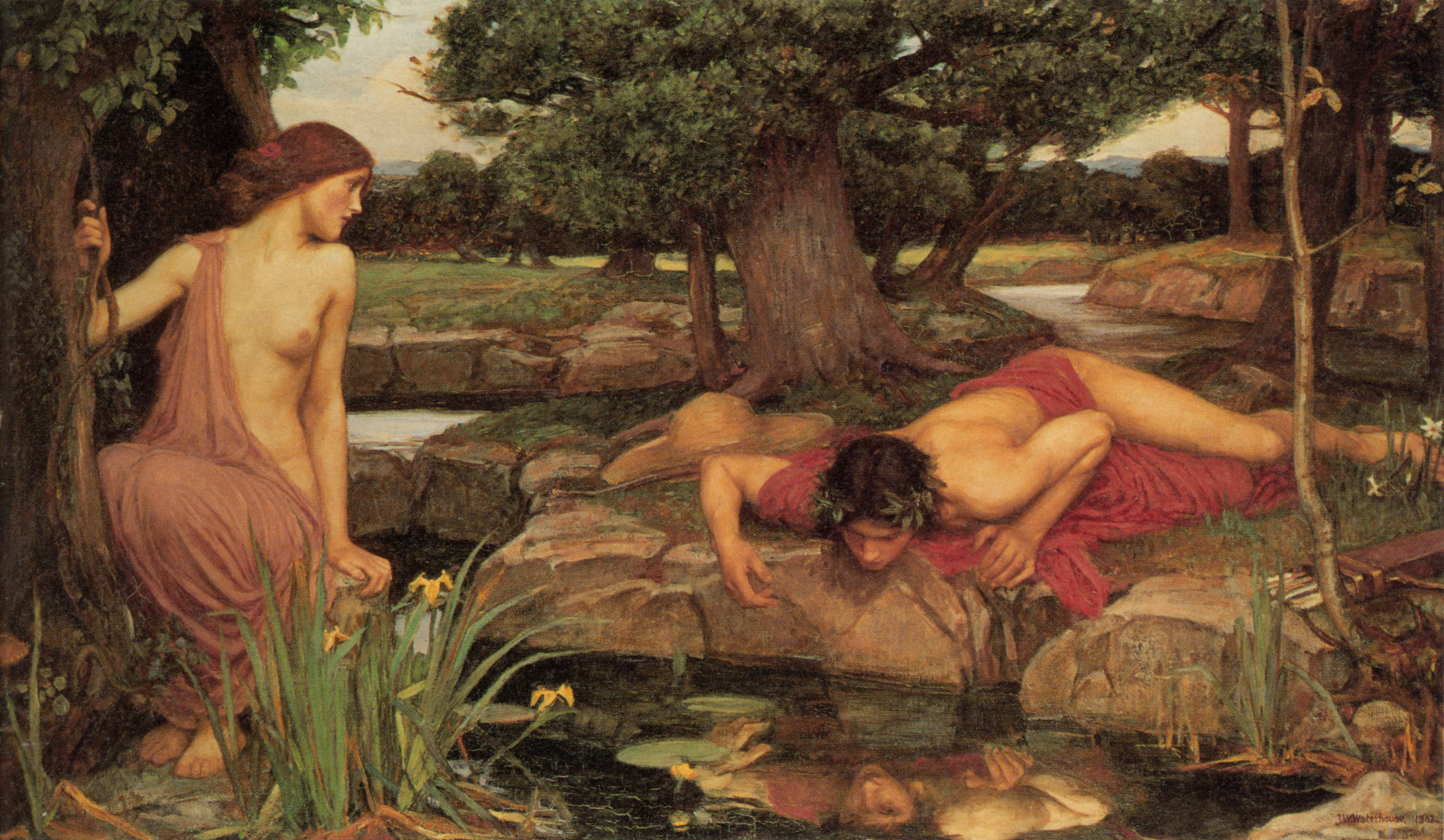
Il dipinto Echo and Narcissus (1903) di John William Waterhouse, Walker Art Gallery, Liverpool. Raffigura il mito di Eco e Narciso.

Il termine "narcisismo", coniato nell'ambito della psicanalisi, deriva dalla mitologia greca e si riferisce alla figura di Narciso, un giovane che si innamorò della sua immagine riflessa. Secondo il mito, una bellissima ninfa di nome Eco si innamorò di Narciso, un fanciullo di pari bellezza, il quale però non corrispose il suo amore. Per questo motivo Eco si consumò lentamente dal dolore e si lasciò annegare, di lei non rimase che la voce. Per punirlo della sua insensibilità, Nemesi scagliò contro di lui una maledizione, costringendolo a innamorarsi della sua stessa immagine riflessa. Narciso vide la sua immagine riflessa in uno specchio d'acqua, se ne innamorò così perdutamente e ossessivamente che, per raggiungerla, si uccise annegando. 
Il mito illustra due problemi fondamentali: la fondamentale incapacità di Narciso di amare un soggetto reale e il suo innamoramento, che risulta diretto non verso sé stesso bensì verso un'immagine specchiata, ossia un oggetto irreale. Tale infatuazione conduce Narciso a distruggere sé stesso sacrificando la sua stessa vita nel tentativo di raggiungere un'entità inesistente. Narciso non è quindi egoista ma piuttosto autodistruttivo.

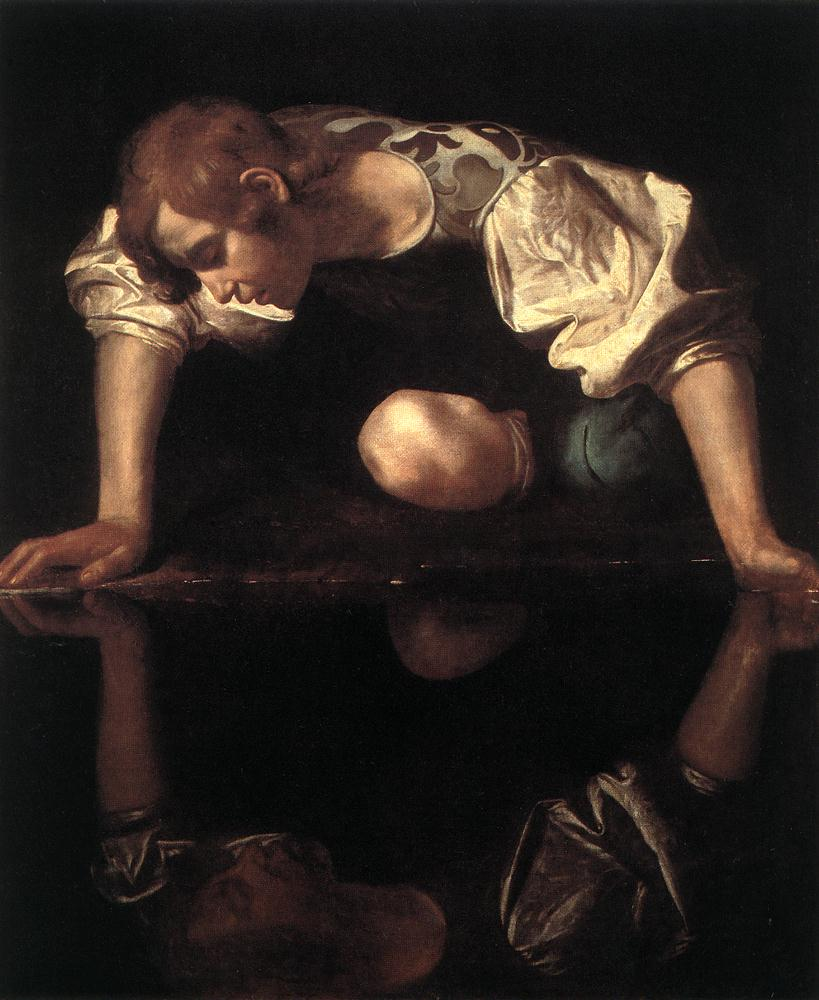
Caravaggio, Narciso alla fonte (1597-1599 ca.), Olio e chiaroscuro su tela, Galleria Nazionale d'Arte Antica, Roma

Il problema dell'incapacità di amare non viene menzionata nei criteri diagnostici DSM del disturbo narcisistico di personalità, dove si trova invece un elenco di tratti apparentemente più "malvagi", eterodiretti, che non fanno parte del mito di Narciso. Tuttavia, le difficolta o anomalie nell'innamoramento e il fondamentale deficit - più o meno inconscio - di autostima, sono temi che occupano un ruolo centrale nella descrizione clinica di questo disturbo.
In ambito psicanalitico il termine narcisismo era stato usato anche per indicare aspetti normali dei sentimenti e degli atteggiamenti che le persone hanno verso sé stesse. Gli animali sociali devono formare impressioni e orientamenti verso sé stessi, definendo in qualche modo la propria identità. Se queste impressioni sono armoniose e realistiche si parla di "narcisismo normale".

## Disturbo narcisistico di personalità e stile di personalità narcisistico
Il disturbo narcisistico di personalità, o narcisismo patologico, è un disturbo di personalità, ovvero un insieme di caratteristiche disadattive della personalità con carattere persistente, pervasivo, esteso a tutti gli ambiti della personalità e della vita del soggetto, e dotate di una gravità tale da interferire gravemente con il funzionamento della persona nella vita normale. Gli individui però possono mostrare talora alcune caratteristiche narcisiste in un grado minore, non persistenti o non pervasive rispetto a tutti gli aspetti della vita. È definibile cioè uno stile di personalità di soggetti che mostrano alcune tendenze narcisistiche, che talora emergono ma che non arrivano ad avere una gravità e a una persistenza tali da costituire una patologia invalidante. Si parla in effetti di disturbo di personalità quando i caratteri di un determinato stile di personalità assumono nell'insieme un grado molto pronunciato, tale da dare luogo a personalità costantemente disarmoniche (il principio vale per tutti i disturbi di personalità). La diagnosi di disturbo di personalità narcisistico, quindi, indica solo casi in cui i tratti tipici di uno stile narcisistico assumono carattere di disturbo, avendo effetto su tutta la personalità e impedendo il funzionamento normale dell'individuo.
Manifestazioni tipiche come, ad esempio: la ipersensibilità alle critiche; l'egoismo e la tendenza al calcolo o allo sfruttamento degli altri; l'egocentrismo; la competitività; la presunzione o l'arroganza; la pretesa di attenzione; la carenza di empatia; la paura dell'umiliazione; la carenza inconscia di autostima, sono caratteristiche spesso presenti in modo solo parziale, in soggetti capaci comunque di autocritica e di introspezione, che conservano un senso del limite e di etica nelle relazioni interpersonali, così come una certa capacità di empatia e di riconoscimento dell'altro come soggetto autonomo e consapevolezza delle proprie emozioni e fragilità. Il soggetto con un semplice stile di personalità narcisista, cioè non affetto dal disturbo vero e proprio, mantiene una certa capacità di cambiare e correggere autonomamente i propri comportamenti, di recepire le critiche, di interessarsi agli altri e a maturare nel proprio vissuto.

## Il criterio diagnostico DSM-IV TR
La diagnosi del disturbo narcisistico secondo il criterio DSM-IV richiede che almeno cinque dei seguenti sintomi siano presenti in un modo tale da formare uno schema pervasivo, cioè uno schema che rimane tendenzialmente costante in situazioni e relazioni diverse:
1. senso grandioso del sé ovvero senso esagerato della propria importanza;
2. è occupato/a da fantasie di successo illimitato, di potere, effetto sugli altri, bellezza, o di amore ideale;
3. crede di essere "speciale" e unico/a, e di poter essere capito/a solo da persone speciali; in alternativa, è eccessivamente preoccupato di ricercare vicinanza/essere associato a persone di status (in qualche ambito) molto alto;
4. desidera o richiede un'ammirazione eccessiva rispetto al normale, o al suo reale valore;
5. ha un forte sentimento di propri diritti e facoltà, è irrealisticamente convinto che altri individui/situazioni debbano soddisfare le sue aspettative in maniera immediata;
6. approfitta degli altri per raggiungere i propri scopi, e non ne prova rimorso;
7. è carente di empatia: non si accorge (non riconosce) o non dà importanza a sentimenti altrui, non desidera identificarsi con i loro desideri;
8. prova spesso invidia ed è generalmente convinto che altri provino invidia per lui/lei;
9. modalità affettiva di tipo predatorio (rapporti di forza sbilanciati, con scarso impegno personale, desidera ricevere più di quello che dà, che altri siano affettivamente coinvolti più di quanto lui/lei lo sia) e comportamenti arroganti e presuntuosi.

Nota: le tabelle diagnostiche dell'Organizzazione Mondiale della Sanità (ICD-9 e ICD-10) riportano il disturbo narcisistico, pur senza definirne le caratteristiche specifiche: è classificato sotto le categorie "Other personality disorders" (ICD-9) e "Other specific personality disorders" (ICD-10).

## Narcisismoovertecovert
Il disturbo narcisistico di personalità può manifestarsi principalmente in due varianti: una forma grandiosa (o overt) e una forma vulnerabile (o covert). Il primo tipo, detto overt, o anche narcisismo grandioso, è la forma che mostra i caratteri di grandiosità in modo esplicito: queste personalità si caratterizzano per una ricerca di ammirazione manifesta, autostima apparentemente alta, possono mostrare arroganza o apparire sicure di sé, respingono le critiche squalificandole o rispondendo a queste aggressivamente, spesso esprimono il sentimento che tutto gli/le sia dovuto e hanno un comportamento teso allo sfruttamento o alla manipolazione degli altri. Queste personalità sono spesso socialmente integrate, ricercano frequentazioni con persone di alto status, hanno uno stile di vita vistoso e non di rado appaiono affascinanti o carismatiche. 
L'altra forma di narcisismo, la variante detta covert, o anche  narcisismo vulnerabile, ugualmente patologica, mostra a prima vista aspetti che possono apparire di segno opposto. Al contrario della variante grandiosa, queste personalità sono caratterizzate da un comportamento timido e inibito, uno stile di vita poco vistoso, conformista e dimesso o socialmente ritirato. Il vissuto di questi soggetti è caratterizzato principalmente da sentimenti di vergogna e vulnerabilità, specialmente rispetto al possibile giudizio altrui. Sono altamente sensibili alle critiche, tendono a ruminazione, temono il rifiuto o l'invalidazione, hanno bassa autostima ed espliciti sentimenti di disprezzo di sé o odio di sé. Tendono al ritiro sociale o all'evitamento sociale (può essere confuso con il disturbo evitante di personalità). Questi soggetti covano intensi sentimenti di inferiorità e invidia verso gli altri, in modo più o meno consapevole.
Le due varianti non sono nettamente distinte: sia la forma overt che quella covert possono coesistere nello stesso soggetto e manifestarsi a seconda dei contesti. Vi sono persone che mostrano segni clinici di entrambe le forme, in modo strettamente intrecciato. I due tipi hanno in comune caratteristiche narcisistiche quali ingannevolezza, autoindulgenza, tendenza a ignorare i bisogni altrui. Si possono quindi considerare come due polarità nella manifestazione dello stesso disturbo.
Quando vengono sottoposti a critiche, o ad alcuni tipi di frustrazione - in particolare la mancata validazione o il rifiuto - gli individui affetti da narcisismo possono reagire con rabbia sproporzionata, detta rabbia narcisistica, o manifestare reazioni negative di carattere aggressivo tendenti all'invalidazione della persona altrui (ad esempio sdegno, disprezzo o insolenza). Nella forma covert le manifestazioni evidenti del disturbo sono di tipo reattivo - in contrasto con lo stile proattivo ed esibizionista del tipo grandioso - e il ritiro sociale può nascondere il senso di grandiosità. 
Gli individui narcisisti hanno difficoltà a stabilire legami interpersonali significativi e duraturi. Le loro relazioni non funzionano in modo normale, il disturbo narcisista viene per questo definito anche un disturbo del funzionamento interpersonale. Le persone con questo disturbo formano spesso relazioni di breve durata, o di carattere falso o superficiale, in contesti che variano e dipendenti dal temperamento dell'individuo. Le persone narcisiste non percepiscono pienamente le emozioni dell'altro, possono offendere la sensibilità altrui o apparire freddi e indifferenti, anche se ad una prima impressione possono apparire carismatici e attraenti, oppure mostrarsi gentili in modo soffocante e sottilmente manipolatorio; in ogni caso non attribuiscono importanza ai bisogni altrui, e sono fondamentalmente incapaci di concettualizzare la esternalità delle altre persone rispetto a sé. Le altre persone vengono quindi considerate come oggetti, con funzione di utilità sfruttamento ai fini dei propri bisogni, oppure percepite come parti del sé ed estensioni di sé, o idealizzate in quanto rappresentazioni di parti del proprio falso sé, grandioso e ideale, ma non valorizzate per la loro individualità e le loro qualità reali.
Le modalità comportamentali del narcisista patologico possono anche condurlo a ottenere risultati elevati, in campo lavorativo o di affermazione sociale: l'insensibilità alle critiche e il senso di sicurezza prodotto dal sé grandioso possono produrre vantaggi, ma d'altro canto, l'eccessiva permalosità e reattività alla critica, la falsità e manipolazione e il costante bisogno di sentirsi ammirati, possono costituire cause di fallimenti. 
Personalità narcisiste abituate a manifestare lo stile overt, talvolta in seguito a percezioni di fallimento possono sviluppare modalità depressive, e ripiegare su forme di ritiro sociale tipiche della forma covert. Si possono altresì manifestare disturbo depressivo persistente o depressione maggiore, sentimenti di misantropia, tratti di antisocialità, ansia e disturbi relativi. I narcisisti patologici provano frequentemente invidia, talvolta nella forma di schadenfreude (piacere nelle sfortune altrui). Vi sono casi di autolesionismo di tipo esibizionistico per "protesta" e attirare l'attenzione (personalità abbandonica). Rispetto alle personalità normali hanno maggiore probabilità di suicidio, e sono più frequentemente soggetti a sensi di colpa inconsci. All'estremo opposto, lunghi periodi di sentimenti di grandiosità possono associarsi a uno sviluppo di umore ipomaniacale, somigliante a quello che si manifesta nel disturbo borderline di personalità o nei disturbi dell'umore di tipo bipolare e ciclotimico durante la fase di mania.
Il disturbo narcisistico di personalità è associato anche a forme di disordini alimentari quali l'anoressia nervosa o disturbi da uso di sostanze (solitamente la cocaina). Possono risultare associati a questo disturbo anche il disturbo istrionico di personalità, il disturbo borderline, antisociale e paranoide.
Nella diagnosi di comorbilità si deve prestare particolarmente attenzione a un potenziale disturbo da uso di sostanze, che può svilupparsi in associazione, e a una diagnosi di maniacalità o ipomaniacalità: questi episodi possono presentare picchi di grandiosità e di sovrastima di sé simili a quelli presenti in un disturbo di tipo narcisistico.

## Eziologia
Sono state espresse teorizzazioni anche sull'eziologia del disturbo, ad esempio in ambito psicoanalitico si è osservato che questo compare in soggetti i cui genitori nutrivano aspettative ambiziose su di loro ma erano al contempo ipercritici, oppure in genitori a loro volta narcisisti.

## Diffusione
Secondo i dati riportati dall'American Psychiatric Association (APA) il disturbo narcisistico di personalità è diagnosticabile in circa l'1% della popolazione adulta. Esistono tuttavia stime più elevate, che collocano il dato tra il 2% e il 4%. Tra i pazienti ricoverati la diffusione del disturbo aumenta molto (tra il 2% e il 16%). Secondo le stime del DSM-IV la prevalenza è compresa tra il 2 e 6,2% nei campioni di soggetti rappresentativi delle comunità. Il 50-75% degli individui affetti da narcisismo sono maschi.
La diffusione di questa patologia non sembra ubiquitaria, bensì fortemente influenzata - perlomeno nelle modalità di manifestarsi - dai contesti culturali. Secondo alcuni osservatori, essa è diffusa (con queste caratteristiche) quasi esclusivamente in paesi capitalistici occidentali.
Il disturbo sembra avere una componente sessuale o di genere per cui la diffusione non è uguale fra i due sessi: i maschi affetti sono più numerosi delle femmine, di una quota compresa tra il 50% e il 75%.  Mentre le femmine, tendenzialmente, sono più affette dal disturbo borderline della personalità, che condivide alcune caratteristiche simili a quelle narcisistiche, come ad esempio una modalità di relazione sostanzialmente instabile. 
Alcuni tratti narcisistici appaiono nel corso dello sviluppo dell'individuo e in un certo grado sono normali. Questi tratti del carattere sono molto diffusi tra gli adolescenti, senza che necessariamente l'esito sia una personalità patologica in età adulta.